# More Than Sports TV

HD Logo

More Than Sports TV ist ein deutscher Fernsehsender. Er entstand am 19. Juni 2021 aus dem Sender eoTV.
Der Spartensender ist auf Sport spezialisiert. Insbesondere zeigt er die European League of Football, die German MMA Championship, Rugby und Motorsport-Magazine.

## Geschichte

### eoTV
Der Vorgänger eoTV (stand für European Originals Television) entstand 2015 als Programmfenster von RiC und zeigte europäische Fernsehserien und Spielfilme. Im Mai 2019 ging die Betreibergesellschaft von eoTV in Insolvenz. Durch den Einstieg von Motorvision TV konnte der Sender gerettet werden. Der neue Eigner änderte die Ausrichtung des Senders und zeigte nun auch Sport (unter anderem die DEL2) und Reportagen.

### Übernahme
Im Juni 2021 übernahm die SEH Sports & Entertainment Holding von Zeljko Karajica 51 % der Anteile der Betreibergesellschaft. Am 19. Juni 2021 wurde eoTV durch More Than Sports TV ersetzt. An diesem Tag startete auch die European League of Football, die im Sender gezeigt wird und deren Geschäftsführer Karajica ist.

### Weitere Entwicklung
Seit Ende 2021 werden verschiedene Rugby-Wettbewerbe übertragen, z. B. der Rugby Union Heineken Champions Cup, die Premiership Rugby und von 2022 bis 2024 die Six Nations.
In der Saison 2023/24 zeigte man Spiele von deutschen Mannschaften in der Champions Hockey League.

## Empfang
More Than Sports TV ist über Satellit, Magenta TV, waipu.tv, Amazon Fire TV, Zattoo, wedotv, Samsung TV Plus und Swisscom empfangbar.